# فرودگاه بارکاربی
فرودگاه بارکاربی (به انگلیسی: Barkarby Airport) یک فرودگاه همگانی است که یک باند فرود آسفالت دارد و طول باند آن ۹۹۰ متر است. این فرودگاه در کشور سوئد قرار دارد و در ارتفاع ۱۵ متری از سطح دریا واقع شده‌است.